# إكيس (إلمشان)
إكيس هو دُوَّار يقع بجماعة إكنيون، إقليم تنغير، جهة درعة تافيلالت في المملكة المغربية. ينتمي الدوّار لمشيخة إلمشان التي تضم 17 دوار. يقدر عدد سكانه بـ 422 نسمة حسب الإحصاء الرسمي للسكان والسكنى لسنة 2004.

## روابط خارجية
- البوابة الوطنية للجماعات الترابية
- المندوبية السامية للتخطيط